# Aulo Gabinije
Aulo Gabinije (Aulus Gabinius, oko 100. pr. Kr. - Salona, 47. pr. Kr.) bio je rimski vojskovođa i državnik iz vremena kasne Republike, poznat kao jedan od Pompejevih pristaša i suradnika.

## Životopis
Godine 67. pr. Kr. služio je kao plebejski tribun i na tom je mjestu dao prijedlog za Lex Gabinia, znameniti po njemu nazvani zakon kojim je Pompej dobio neočekivano široke ovlasti da vodi i okonča Treći mitridatski rat. Gabinije je godine 61. pr. Kr. služio kao pretor, a godine 58. pr. Kr. izabran je za konzula, iako su suvremenici tvrdili da je to uspio uz pomoć podmićivanja. Za vrijeme mandata uz pomoć Publija Klodija isposlovao je Ciceronov egzil.
Nakon mandata Gabinije je poslan kao guverner u Siriju. Metodom Podijeli pa vladaj uspio je pacifizirati Judeju podijelivši Židove na pet frakcija, kako je to opisao Josip Flavije u knjizi Židovski rat (De bello Judaico) (knjiga I, 169-170). Na dužnosti guvernera Sirije osim pacifiziranja Judeje donio je neke reforme u upravi. Godine 55. pr. Kr. po naredbi Pompeja, a bez ovlaštenja Senata, otišao je u Egipat kako bi vratio svrgnutog kralja Ptolemeja XII. na prijestolje, kojeg je pučanstvo protjeralo; njegovi protivnici su surovo kažnjeni. Kampanja, u kojoj je kao jedan od njegovih časnika sudjelovao mladi Marko Antonije, završila je s uspjehom. Gabinije je potom ostavio dio svoje vojske kao trajnu posadu u Egiptu, sa zadatkom čuvanja Ptolemeja. Te postrojbe, koje su po njemu dobile ime Gabiniani, kasnije su se odmetnule od Rima i prešle na stranu anti-rimski raspoloženih Egipćana.
Nakon što se vratio u Siriju, ugušio je ustanke, a potom predao vlast novom guverneru Marku Liciniju Krasu. Pri povratku u Rim čekalo ga je suđenje zbog protuzakonito poduzete vojne akcije u Egiptu; iako ga je branio Ciceron, osuđen je za primanje mita od Ptolemeja te je otišao u egzil.
Po izbijanju građanskog rata prešao je u Cezarovu službu, iako nije aktivno sudjelovao u borbama protiv svog pokrovitelja. Nakon Pompejevog poraza kod Farsala, poslan je u Ilirik, gdje su ga napadali Dalmati. Kraj Synodiuma (Baljina Glavica) doživio je veliki poraz, a potom ga u Saloni opsjeda pompejski zapovjednik Marko Antonije i Dalmati. Za vrijeme opsade je umro. U južnoj Italiji sagradio je Gabinijevu cestu (via Gabinia).